# Gugalj
Gugalj (Servisch cyrillisch Гугаљ) is een plaats in de Servische gemeente Požega. De plaats telt 280 inwoners (2002).